# Statens normalskola
Statens normalskola, formellt Högre allmänna läroverket Statens normalskola, var ett svenskt högre allmänt läroverk vid Lidingövägen 2 i Stockholm. Statens normalskola hade även en avdelning på Dalagatan 18 i Stockholm. Sista studentexamen togs här 1968. 

## Historik
Skolan bildades 1943 genom en ombildning av den tidigare Statens normalskola för flickor som samarbetat med Högre lärarinneseminariet.
Statens normalskola omfattade gymnasium, realskola, flickskola och sexårig folkskola, den senare ombildad till nioårig enhetsskola. Statens normalskola var avsedd som provårsläroverk och dess förste rektor, professor Sven Grauers, var direktör för Statens psykologisk-pedagogiska institut, som även var inrymt i Statens normalskolas lokaler.
Skolbyggnaden ritades av Paul Hedqvist och invigdes 11 januari 1950.
Studentexamen gavs från 1947 till 1968 och realexamen från 1944 till 1964.
1971 blev skolverkverksamheten, då gymnasium, administrativt gemensam med Östra Real under beteckningen Östermalms gymnasium.  Skolans verksamhet avvecklades efter 1976 då eleverna övergick till Östra real. 1977 flyttade Kungliga Musikhögskolan, som behövde större lokaler, in.